# 648.
◄ | 6. stoljeće | 7. stoljeće | 8. stoljeće | ►
◄ | 610-ih | 620-ih | 630-ih | 640-ih | 650-ih | 660-ih | 670-ih | ►
◄◄ | ◄ | 645. | 646. | 647. | 648. | 649. | 650. | 651. | ► | ►►
Astronomija • Književnost • Kršćanstvo • Pravo • Promet

## Rođenja
- Kōbun, japanski car († 672.)

## Vanjske poveznice
|  | Zajednički poslužitelj ima još gradiva o temi 648. |